# Гарта (Німеччина)
Гарта (нім. Hartha) — місто у Німеччині, у землі Саксонія. Підпорядковане адміністративному округу Кемніц. Входить до складу району Середня Саксонія. 
Площа — 54,29 км2. Населення становить 6891 ос. (станом на 31 грудня 2020).
Офіційний код — 14 3 75 070. 

## Галерея

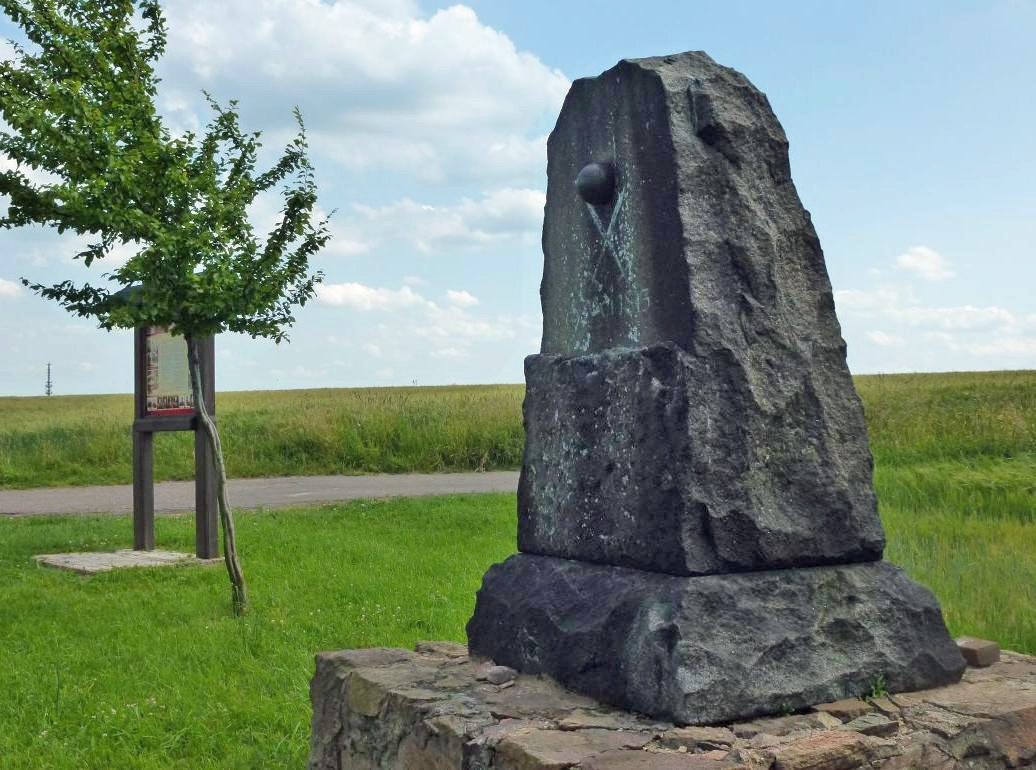
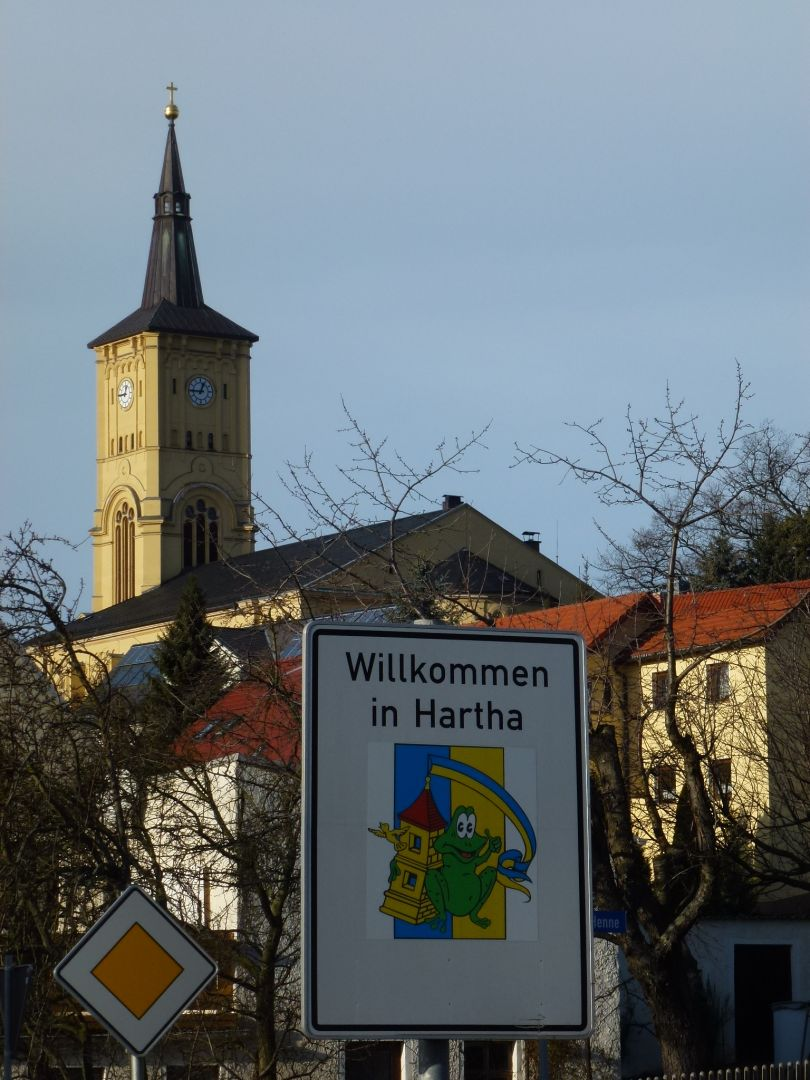
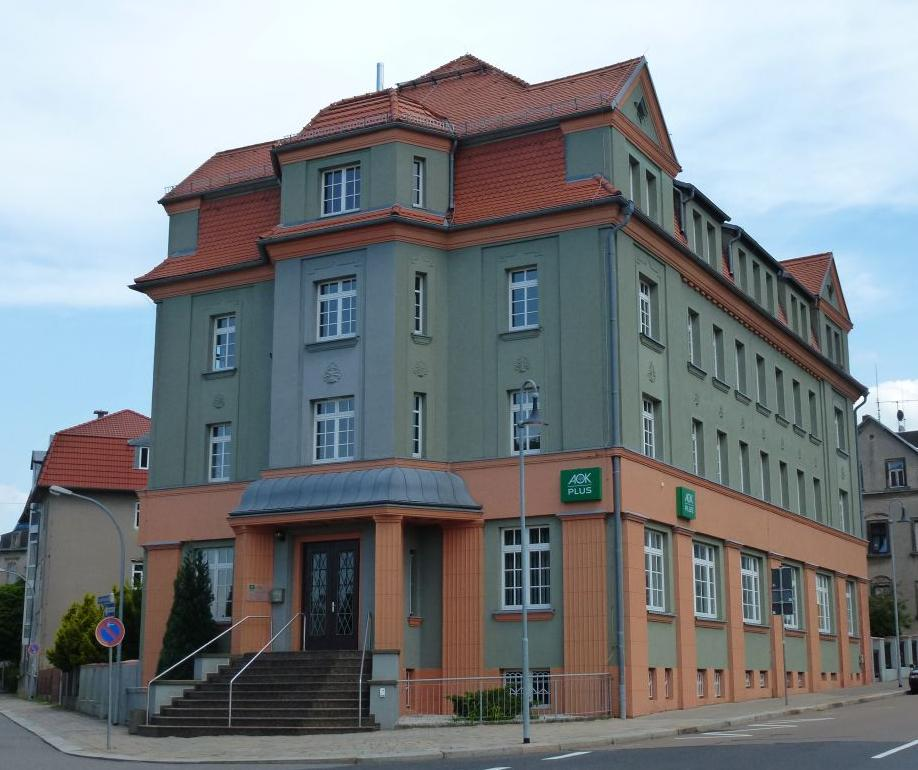